# 유전자 변형 나무

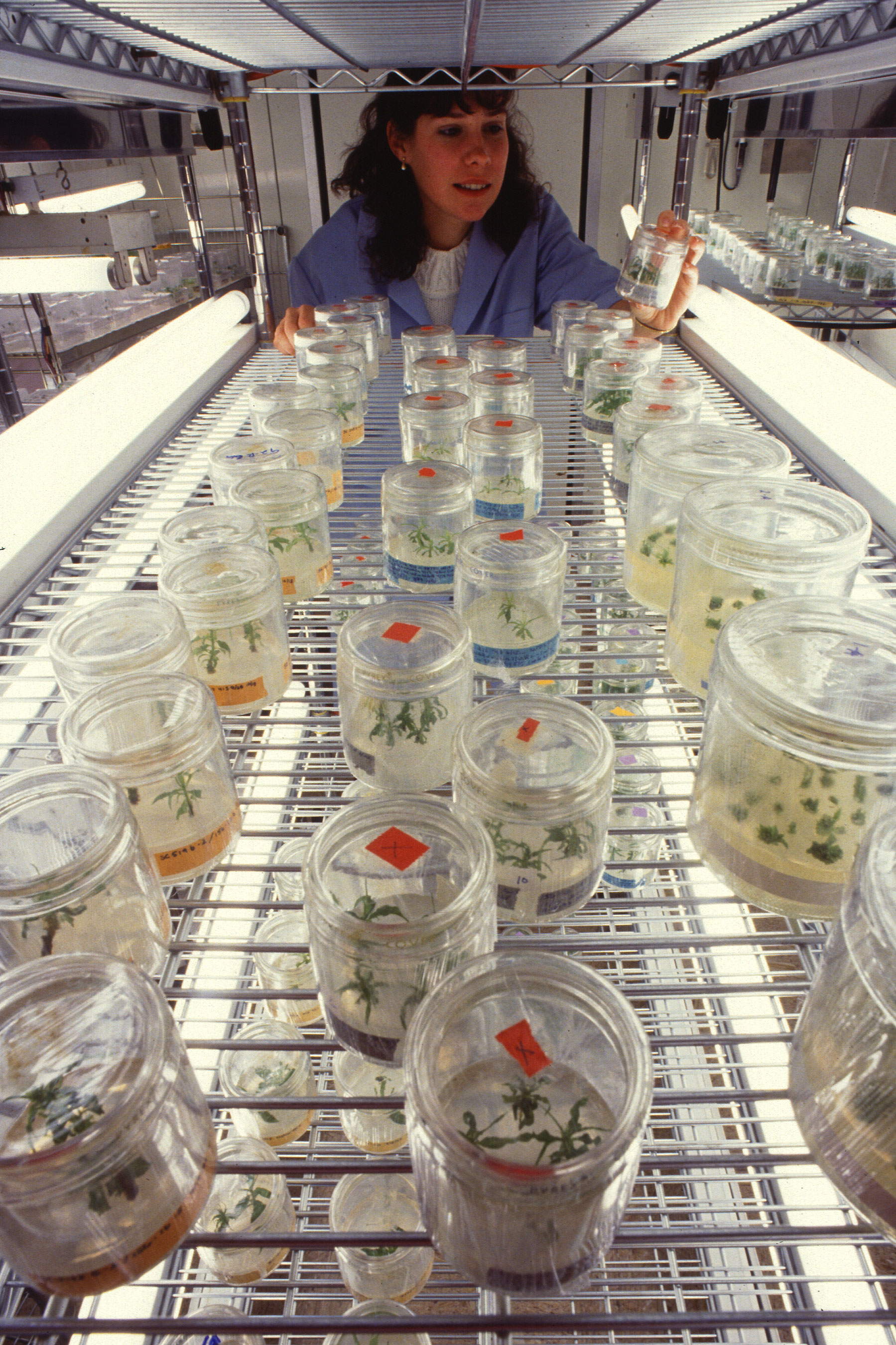

유전자 변형 나무(Genetically modified tree, GMt, GM목, 유전자 조작 나무, GE목 또는 형질전환 나무)는 유전공학 기술을 사용하여 DNA가 변형된 나무이다. 대부분의 경우 목표는 종 내에서 자연적으로 발생하지 않는 새로운 특성을 식물에 도입하는 것이다. 예로는 특정 해충, 질병, 환경 조건, 제초제 내성에 대한 저항성, 펄프화 비용을 줄이기 위한 리그닌 수준의 변경 등이 있다.
유전자 변형 산림 나무는 중국의 곤충 저항성 포플러 나무와 브라질의 GM 유칼립투스 한 사례를 제외하고는 아직 상업적 용도로 승인("규제 완화")되지 않았다. 몇몇 유전자 변형 산림 수종은 규제 완화를 위한 현장 시험을 거치고 있으며, 대부분의 연구는 주로 기존 나무 자원의 생산성을 높이기 위한 목적으로 펄프 및 제지 산업에서 수행되고 있다. 파파야와 자두를 포함한 특정 유전자 변형 과수종은 미국에서 상업적 사용에 대한 규제가 철폐되었다. GM 나무의 개발, 테스트 및 사용은 GM 작물에 비해 아직 초기 단계에 있다.

## 같이 보기
- 유전자 변형 작물
- 유전자 변형 식품
- 유전자 변형 생물
- 플랜테이션